# Ludivina García
Ludivina García Arias (Morelia, 13 dicembre 1945) è una politica, storica e sindacalista spagnola con cittadinanza messicana, membro del Partito Socialista Operaio Spagnolo ed europarlamentare dal 1986 al 1999.

## Biografia
Figlia di due esuli spagnoli in Messico, fuggiti dal regime franchista, Ludivina García nacque a Morelia. Dopo il colpo di Stato del 1936, suo nonno scomparve e uno dei suoi zii venne fucilato. Pur essendo nata in esilio, Ludivina García crebbe in un ambiente che continuò a mantenere la propria identità spagnola.
Studentessa a Città del Messico, si laureò in lettere e filosofia presso l'Università nazionale autonoma del Messico.
Dopo la fine della dittatura, Ludivina García fece rientro nella terra d'origine, le Asturie. Trovò impiego come insegnante di scuola superiore a Oviedo e intraprese la militanza politica tra le file del Partito Socialista Operaio Spagnolo (PSOE) ancora in clandestinità, nel 1972. Durante la transizione democratica partecipò attivamente alla riorganizzazione della Federación Socialista Asturiana (FSA-PSOE), dell'Agrupación Socialista de Oviedo (AMSO) e dell'Unione Generale dei Lavoratori (UGT), che furono smantellati più volte durante la dittatura. Nel 1976 fu eletta Segretaria per l'Emigrazione nella direzione confederale dell'UGT.
In occasione delle elezioni del 1979, si candidò con il PSOE per un seggio al Congresso dei Deputati ed entrò in servizio nel dicembre del 1980 in sostituzione del dimissionario Jesús Sanjurjo. Fu riconfermata per un secondo mandato anche nelle elezioni del 1982, che videro l'affermazione dei socialisti. Durante la sua permanenza nell'assemblea, Ludivina García fu segretaria della commissione per gli Affari Esteri e membro della commissione di vigilanza della televisione di Stato. Tornò a ricoprire la carica di deputata nel 2000, venendo eletta vicepresidente della commissione Affari Esteri e svolgendo le funzioni di membro della commissione Infrastrutture e dell'Assemblea dell'Unione interparlamentare.

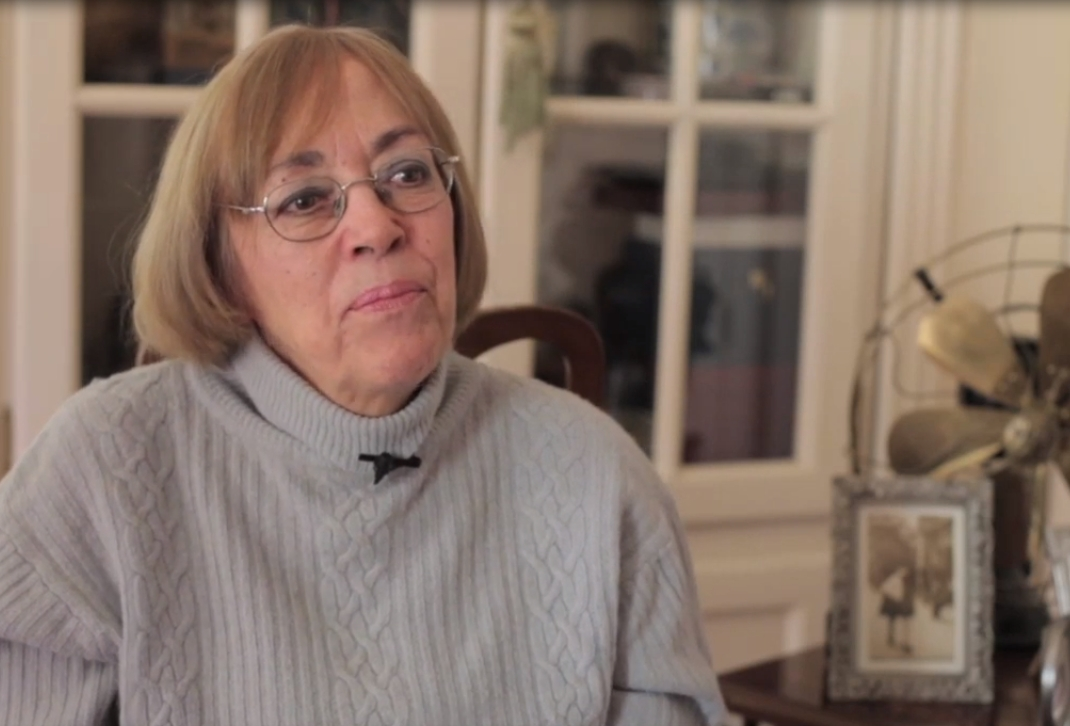
Ludivina García Arias nel 2019

Membro del Parlamento europeo fin dal 1986, venne eletta ufficialmente in occasione delle europee del 1987, venendo poi riconfermata nelle tornate del 1989 e del 1994. All'interno dell'assemblea, fu membro della commissione per lo sviluppo e la cooperazione, della commissione per i diritti della donna, della commissione per l'energia, la ricerca e la tecnologia e della commissione per i problemi economici e monetari e la politica industriale; fu inoltre vicepresidente della delegazione per le relazioni con le Nazioni Unite (1988-1989) e presidente della delegazione per le relazioni con la Repubblica Ceca e la Slovacchia (1990-1995).
Tra il 1987 e il 2000 fu presidente dell'Associazione delle Regioni Minerarie d'Europa (EURACOM), lavorando anche in veste da europarlamentare per la tutela dei minatori; tra il 2000 e il 2012 fu poi presidente dell'associazione dei discendenti degli esiliati spagnoli.
Nel 2004 venne insignita della Manzana de Oro del Centro Asturiano de Madrid, nel 2009 le fu conferito invece il Premio della Fondazione Emilio Barbón per la sua attività nella tutela della memoria degli esiliati spagnoli. Nel 2012 ricevette il Premio Purificación Tomás, in omaggio "alla difesa dei valori democratici e alla lotta per una vera uguaglianza" e del suo lavoro "per i valori del socialismo".